# Erythrus ignitus
Erythrus ignitus là một loài bọ cánh cứng trong họ Cerambycidae.